# U-Bahnhof Kurfürstendamm

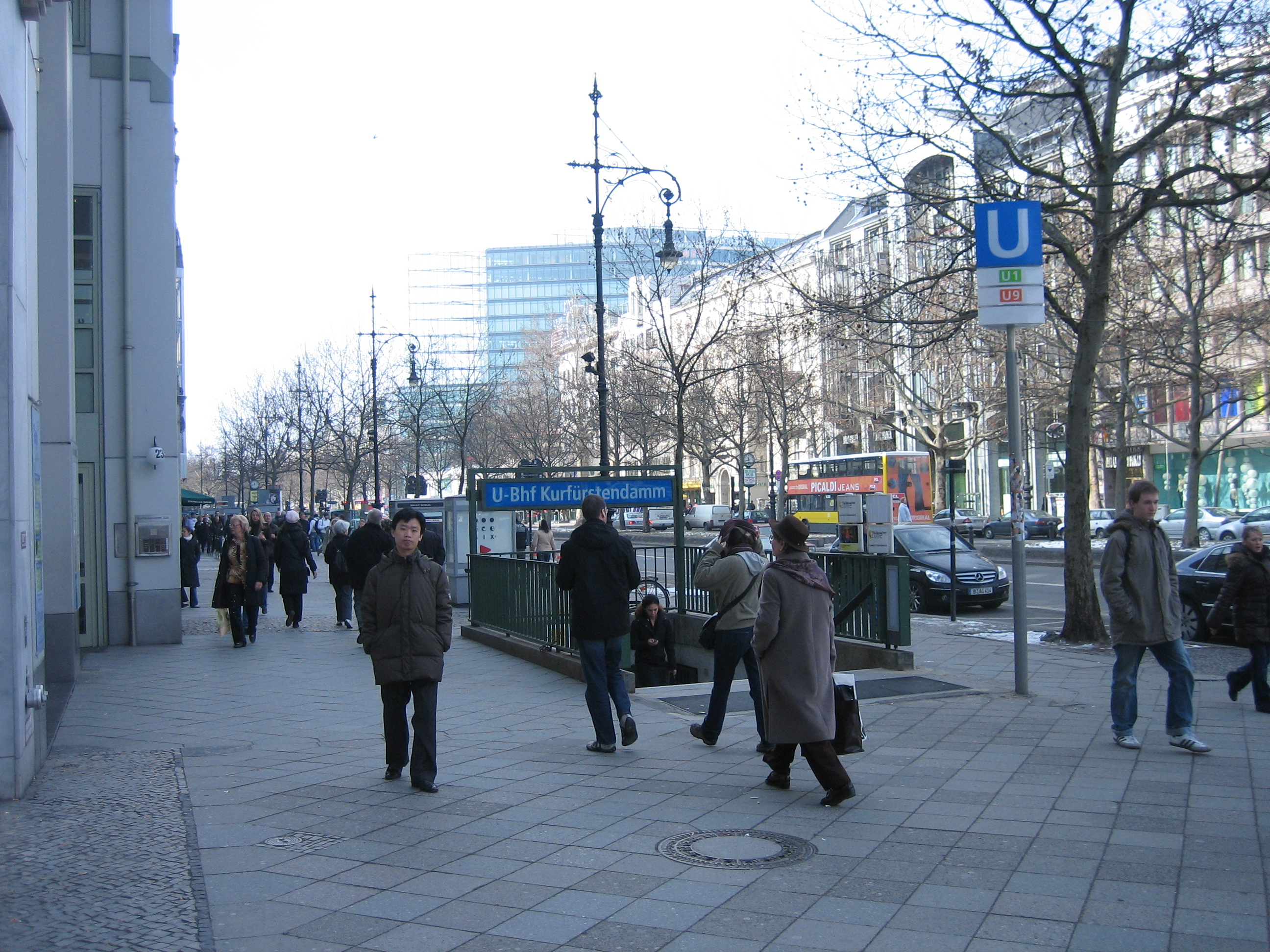
Zugang zum Bahnhof auf dem Kurfürstendamm

Der U-Bahnhof Kurfürstendamm ist ein Umsteigebahnhof der Berliner U-Bahn-Linien U1 und U9 im Berliner Ortsteil Charlottenburg des Bezirks Charlottenburg-Wilmersdorf. Er liegt am östlichen Ende des Kurfürstendamms. Im Bahnhofsverzeichnis der BVG trägt er die Bezeichnung Kfo (U1, obere Ebene) und Kfu (U9, unten).
Der Bahnhof ist als Baudenkmal eingetragen.

## Geschichte und Bauwerk

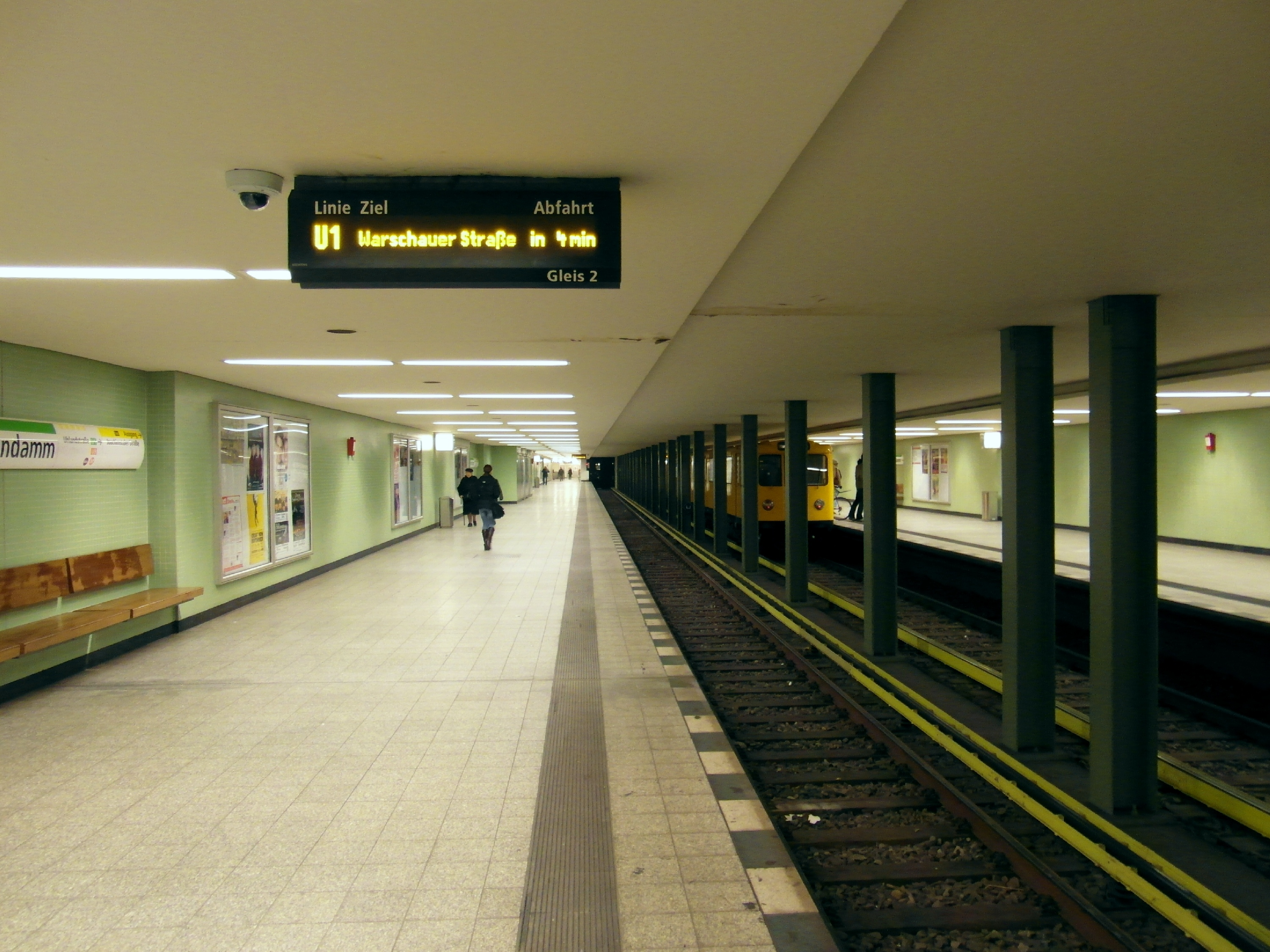
Seitenbahnsteige der Linie U1

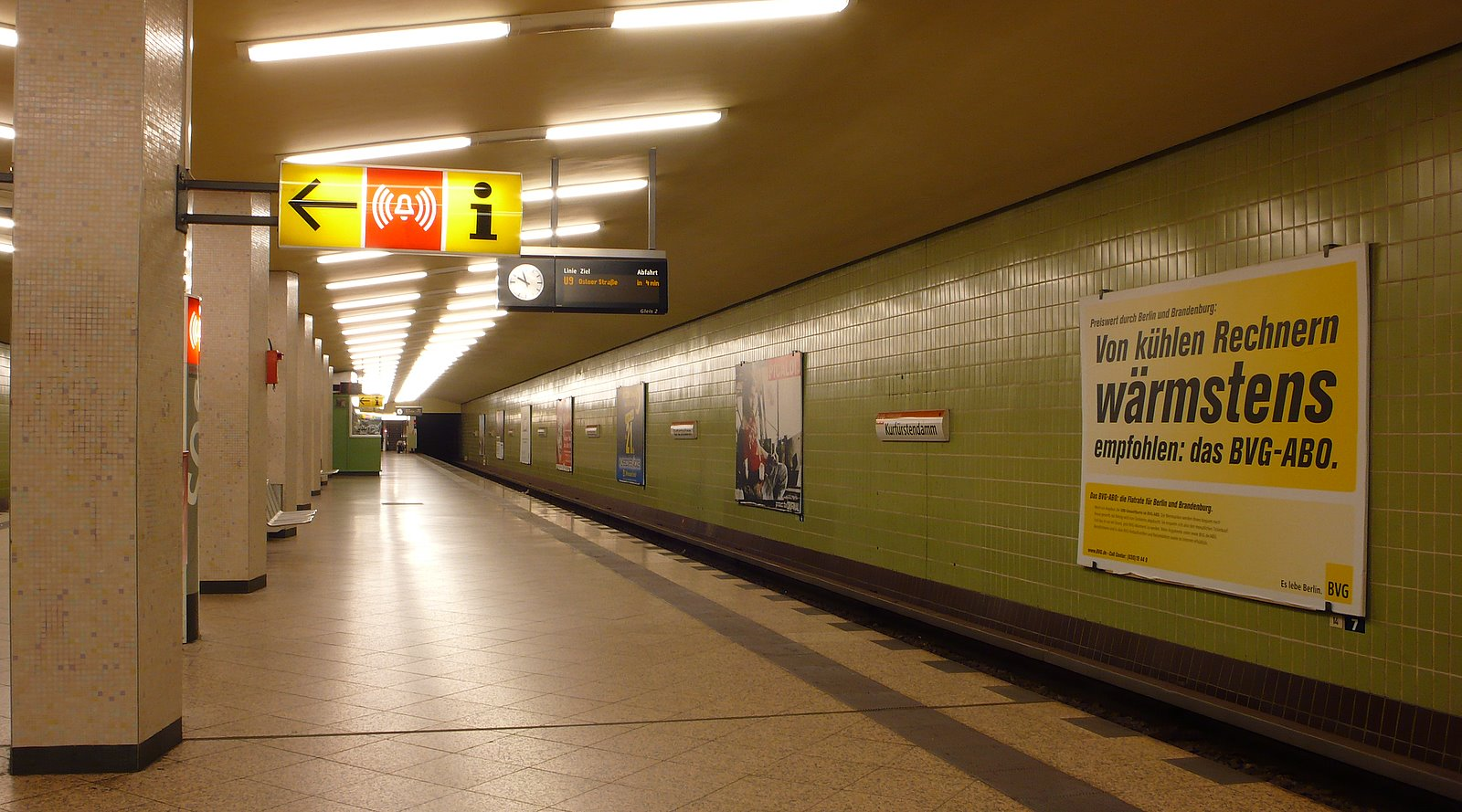
Mittelbahnsteig der Linie U9

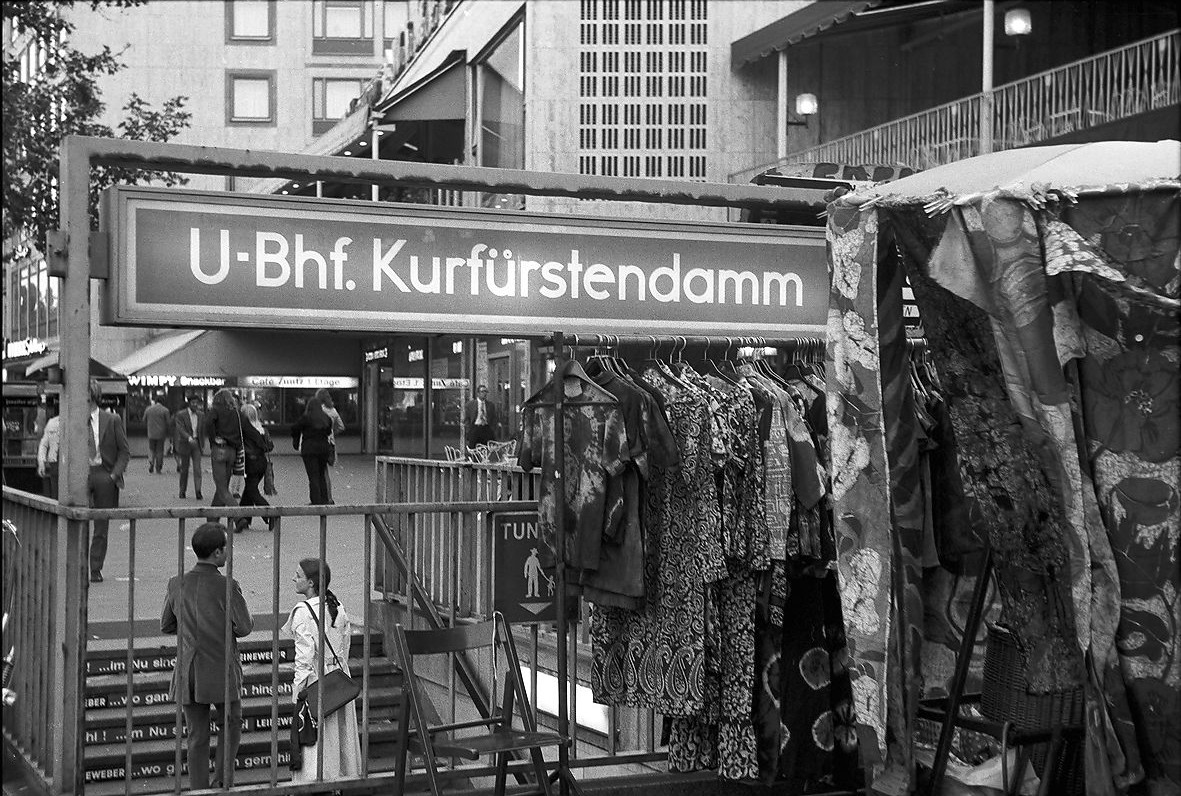
Bahnhofseingang Ecke Kurfürstendamm/Joachimsthaler Straße (1972)

Der tiefer liegende Mittelbahnsteig der damals neuen U-Bahn-Linie G (heute: U9) wurde zusammen mit dieser am 28. August 1961 eingeweiht. Wegen seiner seinerzeitigen verkehrstechnischen Bedeutung wurde er bis zu 10,73 Meter breit ausgeführt. Die Wände sind mit hellgrünen Fliesen gestaltet, die in den 1980er Jahren erneuert werden mussten, nachdem sich die ursprünglichen Fliesen zu lösen begonnen hatten. Die Säulen sind mit naturfarbenen Mosaiken verkleidet.
Fünf Tage später wurde am oberen Bahnsteig der zuvor wegen der Bauarbeiten für vier Jahre unterbrochene Verkehr zur Uhlandstraße wieder aufgenommen. Hier war der Bahnhof nachträglich zur Verbesserung der Umsteigesituation eingefügt worden und besitzt daher zwei Seitenbahnsteige. Die Wandverkleidung besteht hier ebenfalls aus grünen, jedoch kleineren Fliesen und die Mittelstützreihe ist dunkel gehalten.
Im Dezember 2014 konnte der dritte Aufzug in Betrieb genommen werden, dieser verbindet den südlichen Bahnsteig der U1 mit dem Straßenland. Rund 1,3 Millionen Euro wurden hierfür investiert. Seitdem ist der Bahnhof vollständig barrierefrei zugänglich.

## Sonstiges
- Auch der obere Bahnhof der heutigen Linie U1 wurde nach Großprofil-Maßstäben gebaut, obwohl hier bisher nur Kleinprofilzüge halten. Dies fällt zum Beispiel anhand des ungewöhnlich großen Abstands zur mittleren Stützenreihe sowie an den verhältnismäßig breiten Bahnsteigen auf und hat seine Ursache in bis heute existierenden, zwischenzeitlich wiederholt überarbeiteten Planungen für eine Großprofillinie unter dem Kurfürstendamm,[4] deren Ausführung in absehbarer Zeit allerdings unwahrscheinlich ist.
- Die dem Bahnhof aufgrund seiner Lage im Zentrum der damals geteilten Stadt zugemessene Bedeutung wird nicht nur an den Bahnsteigausmaßen, sondern auch an der sehr großen Zwischenebene mit ihren vielen Zugängen deutlich. Diese sollten auch, wie in jener Zeit üblich, als für Fußgänger sichere Querungsmöglichkeit der verkehrsreichen Kreuzung Joachimsthaler Straße/Kurfürstendamm dienen. Diese Ebene ist weiß gestaltet, die Geländer sind grün gehalten.
- Die blauen Eingangsschilder der Station mit der Aufschrift U-Bhf Kurfürstendamm haben aufgrund ihrer Nähe zur Kaiser-Wilhelm-Gedächtniskirche eine bis heute große Bekanntheit und sind ein beliebtes Motiv für Film- und Fotoaufnahmen. Im Bahnhof selbst entstanden unter anderem Szenen für den Film Christiane F. – Wir Kinder vom Bahnhof Zoo, dessen Hauptspielort in der unmittelbaren Nachbarschaft liegt.
- Von der Eröffnung 1961 bis Ende der 1980er Jahre war der Bahnhof als Kurfürstendamm (Joachimstaler Straße) beschildert.[2]
- An einem der U-Bahn-Eingänge befindet sich ein denkmalgeschützter Kiosk, an dem die letzte noch bestehende Verkehrskanzel Berlins angeschlossen ist.

## Anbindung
Neben der Umsteigemöglichkeit zwischen den Linien U1 und U9 besteht am U-Bahnhof ein Übergang zu den Omnibuslinien der Berliner Verkehrsbetriebe.
| Linie | Verlauf |
| ----- | --- |
|       | Uhlandstraße – Kurfürstendamm – Wittenbergplatz – Nollendorfplatz – Kurfürstenstraße – Gleisdreieck – Möckernbrücke – Hallesches Tor – Prinzenstraße – Kottbusser Tor – Görlitzer Bahnhof – Schlesisches Tor – Warschauer Straße                                                                                 |
|       | Osloer Straße – Nauener Platz – Leopoldplatz – Amrumer Straße – Westhafen – Birkenstraße – Turmstraße – Hansaplatz – Zoologischer Garten – Kurfürstendamm – Spichernstraße – Güntzelstraße – Berliner Straße – Bundesplatz – Friedrich-Wilhelm-Platz – Walther-Schreiber-Platz – Schloßstraße – Rathaus Steglitz |

Der Bahnhof Berlin Zoologischer Garten liegt etwa 350 m nördlich des U-Bahnhofs Kurfürstendamm. Zusammen mit einem 350 m langen Fußweg kann er so auch mit der U-Bahn-Linie U2 Richtung Pankow bzw. Ruhleben erreicht werden.